# Seznam ulic v Brněnských Ivanovicích
Seznam ulic v Brněnských Ivanovicích uvádí přehled ulic a veřejných prostranství na území evidenční části obce Brněnské Ivanovice v Brně, která je územně totožná s katastrálním územím Brněnské Ivanovice a tvoří část městské části Brno-Tuřany.

## Seznam
| Název              | Pojmenováno po     | Souřadnice                       | Obrázek | Commons            | RÚIAN   | Mapy.cz         |
| ------------------ | ------------------ | -------------------------------- | ------- | ------------------ | ------- | --------------- |
| Dvůr               | hospodářský dvůr   | 49°10′11″ s. š., 16°38′16″ v. d. |         |                    | 23183   | stre&id=79163   |
| Glocova            | Edmund Gloc        | 49°9′0″ s. š., 16°39′34″ v. d.   |         | Glocova            | 23540   | stre&id=79198   |
| Grunty             |                    | 49°9′16″ s. š., 16°39′18″ v. d.  |         |                    | 2514834 | stre&id=5196938 |
| Ivanovické náměstí | Brněnské Ivanovice | 49°9′10″ s. š., 16°39′14″ v. d.  |         | Ivanovické náměstí | 24678   | stre&id=79311   |
| Jahodová           | jahodník           | 49°9′19″ s. š., 16°39′24″ v. d.  |         | Jahodová (Brno)    | 24571   | stre&id=79301   |
| Jiřinová           | jiřinka            | 49°9′4″ s. š., 16°39′22″ v. d.   |         | Jiřinová (Brno)    | 24996   | stre&id=79343   |
| Jubilejní          | výročí             | 49°8′58″ s. š., 16°39′22″ v. d.  |         |                    | 25119   | stre&id=79355   |
| Kaštanová          | jírovec maďal      | 49°9′30″ s. š., 16°38′36″ v. d.  |         | Kaštanová (Brno)   | 25461   | stre&id=79390   |
| Kudrnova           | Josef Kudrna       | 49°8′55″ s. š., 16°39′28″ v. d.  |         |                    | 26662   | stre&id=79511   |
| Měšťanská          | měšťanstvo         | 49°9′4″ s. š., 16°39′41″ v. d.   |         | Měšťanská (Brno)   | 27901   | stre&id=79635   |
| Nenovická          | Brněnské Ivanovice | 49°9′15″ s. š., 16°38′46″ v. d.  |         |                    | 736422  | stre&id=146226  |
| Pastevní           | pastva             | 49°9′14″ s. š., 16°39′18″ v. d.  |         |                    | 29386   | stre&id=79781   |
| Petlákova          | Jan Petlák         | 49°9′18″ s. š., 16°39′13″ v. d.  |         |                    | 29505   | stre&id=79793   |
| Popelova           | Pavel Popela       | 49°9′17″ s. š., 16°38′50″ v. d.  |         | Popelova           | 30058   | stre&id=79847   |
| Písečná            | pískovna           | 49°9′18″ s. š., 16°39′3″ v. d.   |         |                    | 29629   | stre&id=79804   |
| Rolencova          | Jaroslav Rolenc    | 49°8′44″ s. š., 16°39′23″ v. d.  |         | Rolencova (Brno)   | 30881   | stre&id=79930   |
| Ráječek            | les                | 49°10′4″ s. š., 16°38′9″ v. d.   |         |                    | 30716   | stre&id=79913   |
| Saidova            | Ondřej Saida       | 49°9′5″ s. š., 16°39′12″ v. d.   |         | Saidova            | 31321   | stre&id=79973   |
| Sladovnická        | sladovna           | 49°9′8″ s. š., 16°39′9″ v. d.    |         | Sladovnická (Brno) | 31640   | stre&id=80005   |
| Tuřanská           | Tuřany             | 49°9′4″ s. š., 16°39′34″ v. d.   |         | Tuřanská (Brno)    | 33626   | stre&id=80202   |
| U lesíčka          | les                | 49°8′51″ s. š., 16°39′32″ v. d.  |         |                    | 33731   | stre&id=80213   |
| U lípy Svobody     |                    | 49°9′7″ s. š., 16°39′25″ v. d.   |         |                    | 33740   | stre&id=80214   |
| Vinohradská        | vinice             | 49°10′17″ s. š., 16°38′48″ v. d. |         | Vinohradská (Brno) | 34550   | stre&id=80295   |
| Votroubkova        | Václav Votroubek   | 49°9′14″ s. š., 16°39′3″ v. d.   |         |                    | 34827   | stre&id=80322   |
| Vyšehradská        | Vyšehrad           | 49°8′55″ s. š., 16°39′29″ v. d.  |         | Vyšehradská (Brno) | 35009   | stre&id=80340   |
| Zezulova           | Tomáš Zezula       | 49°9′3″ s. š., 16°39′29″ v. d.   |         |                    | 35661   | stre&id=80406   |